# Pratt & Whitney Canada PT6
El Pratt & Whitney Canada PT6 es un motor aeronáutico turbohélice, producido por Pratt & Whitney Canada. La familia PT6 es particularmente conocida por su altísima fiabilidad, con un tiempo medio de duración de 9000 horas MTBO (Mean Time Before Outages) en algunos modelos. El uso militar estadounidense, recibe las designaciones T74 o T101. La variante principal, el PT6A, está disponible en una amplia variedad de modelos, cubriendo los rangos de potencia entre 580 y 920 caballos de potencia en eje (shp) en las series originales, y hasta 1.940 shp (1.450 kW) en las series de mayor tamaño. Las variantes PT6B y PT6C son motores turboeje para helicópteros. Es uno de los motores turbohélice más populares de la historia.

## Aplicaciones

### PT6A
| - AASI Jetcruzer - Aero Commander 680T (conversión a turbohélice) - Aero Ae 270 Ibis - Air Tractor AT-400 - Air Tractor AT-501 - Air Tractor AT-602 - Air Tractor AT-802 - Antilles Super Goose - Antonov An-28 - Ayres Turbo Thrush - Basler BT-67 - Beechcraft 1900 - Beechcraft Modelo 99 - Beechcraft A36TC Bonanza (conversiones a turbohélice) - Beechcraft C-12 Huron - Beechcraft King Air - Beechcraft Lightning - Beechcraft Modelo 18 (conversiones a turbohélice) - Beechcraft Modelo 87 - Beechcraft Modelo 99 - Beechcraft RC-12 Guardrail - Beechcraft RU-21C Ute - Beechcraft Starship - Beechcraft Super King Air - Beechcraft T-6 Texan II - Beechcraft T-34C Turbo-Mentor - Beechcraft T-44 Pegasus - Beriev Be-30K - CASA C-212 Serie 300P - Cessna 208 Caravan - Cessna P210N (conversiones a turbohélice) - Cessna 404 Titan (conversiones a turbohélice) - Cessna 421C Golden Eagle (conversiones a turbohélice) - Cessna 425 Corsair/Conquest I - Conair Turbo Firecat - Conroy Tri-Turbo-Three - de Havilland Canada DHC-2 Mk. III Turbo Beaver - de Havilland Canada DHC-3 Otter Short - de Havilland Canada DHC-6 Twin Otter - de Havilland Canada Dash 7 - Dominion UV-23 Scout - Dornier Do 128 Turbo Skyservant - Dornier Seawings Seastar - Douglas DC-3 (conversiones a turbohélice) - Epic LT Dynasty - Embraer EMB 110 Bandeirante - Embraer EMB 121 Xingu - Embraer EMB 312 Tucano | - Embraer EMB 314 Super Tucano - Frakes Mohawk 298 - Frakes Turbocat - Gulfstream American Hustler 400 - Grumman Mallard (conversiones a turbohélice) - Grumman Goose (conversiones a turbohélice) - Harbin Y-12 - Helio AU-24 Stallion - IA-58 Pucará - IAI Arava - IAI Eitan - JetPROP DLX - Kestrel JP10 - KAI KT-1 - Let L-410 Turbolet - Lancair Evolution - NAL Saras - NDN Fieldmaster - FTS Turbo Firecracker - PAC 750XL - PAC Cresco - Piaggio P.180 Avanti - Pilatus PC-6/B Turbo-Porter - Pilatus PC-7 - Pilatus PC-9 - Pilatus PC-12 - Pilatus PC-21 - Piper PA-31P (conversiones a turbohélice) - Piper PA-31T Cheyenne - Piper PA-42 Cheyenne III - Piper PA-46-500TP Meridian - Piper T1040 - PZL-130T Turbo Orlik and PZL-130TC-II Orlik - PZL M-18 Dromader (conversiones a turbohélice) - PZL M28 Skytruck - Quest Kodiak - Reims-Cessna F406 Caravan II - Saunders ST-27/ST-28 - Scaled Composites ATTT - Shorts 330 - Shorts 360 - Short C-23 Sherpa - Socata TBM - Spectrum SA-550 - Swearingen SA26-T Merlin IIA - TAI Hürkuş - US Aircraft A-67 Dragon |

### PT6B
- AgustaWestland AW119 Koala
- Changhe Z-8F
- Avicopter AC313
- Lockheed XH-51
- Sikorsky S-76B
- Westland Lynx 606

### PT6C
- AgustaWestland AW139
- Bell/Agusta BA609
- Bell UH-1 Global Eagle (actualización)
- Eurocopter EC175

### PT6D
- Soloy Pathfinder 21

### ST6
- UAC TurboTrain

## Uso en vehículos de competición

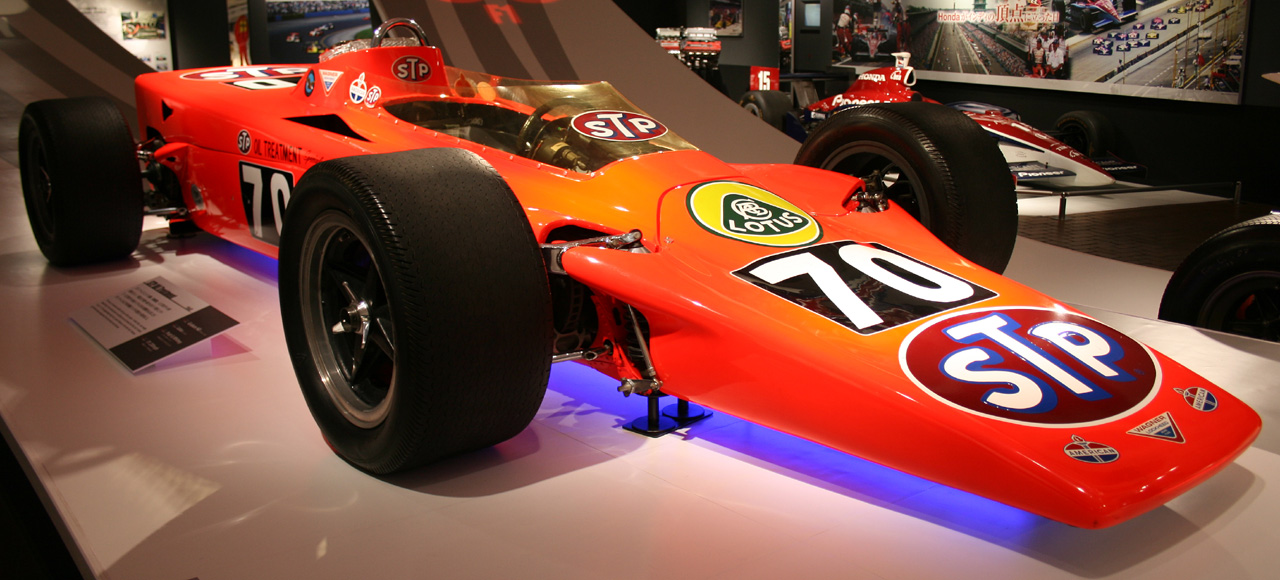
Lotus 56 de 1968.

A finales de los años 60, el motor fue utilizado por algunos equipos de USAC para competir en Indianapolis y casi en toda la temporada del Campeonato Nacional del USAC, pero fue en 500 Millas de Indianápolis de 1968 y las 500 Millas de Indianápolis de 1969, especialmente el monoplaza que fue desarrollado por el equipo Lotus para competir en Indianapolis, utilizado en el Lotus 56. A pesar de ser lo suficientemente competitivo y a la par de los coches de la preera del coche con alerones, y luego de la muerte de un piloto de Lotus en Indy, USAC empezó a restringir algunas reglamentaciones de potencia y uso del motor turbina ST6 en las carreras de USAC por cuestiones de seguridad, que finalmente, fueron prohibidos en su totalidad. En Fórmula 1, este coche cobró una importancia tecnológica a pesar del poco éxito del 56 en Fórmula 1, corrió tres Grandes Premios en 1971.

### Desarrollos relacionados
- Pratt & Whitney Canada PT6T

### Motores similares
- Walter M601